# Jules Mouquet
Jules Mouquet (* 10. Juli 1867 in Paris; † 25. Oktober 1946 ebenda) war ein französischer Komponist.

## Leben
Jules Mouquet studierte am Pariser Konservatorium bei Théodore Dubois und Xavier Leroux. Mit seiner Kantate Mélusine gewann er 1896 den renommierten Prix de Rome. Mit dem Prix Trémont (1905) und dem Prix Chartier (1907) folgten weitere Preise für Komposition. Ab 1913 wirkte Mouquet als Professor für Harmonielehre am Pariser Konservatorium.

## Werk
Mouquets von Spätromantik und Impressionismus beeinflusstes Werk ist durch eine ausgeprägte Neigung zur Antike und Griechenland gekennzeichnet. Diese kommt in Titeln von Orchesterwerken wie Diane et Endymion oder Persée et Andromède, Kammermusik wie Danse grecque oder Divertissement grec (für Flöte und Klavier bzw. Harfe) bzw. Klavierkompositionen wie Etudes antiques zum Ausdruck. Am bekanntesten ist wohl seine Sonate op. 15 La Flûte de Pan von 1906, die in Fassungen für Flöte und Orchester bzw. Flöte und Klavier vorliegt. Zu Mouquets weiterer Kammermusik zählen ein Septett für Flöte, Oboe, zwei Klarinetten, Horn und zwei Fagotte, ein doppeltes Holzbläserquintett und eine Symphonietta.